# Francisco Rabal
Francisco Rabal (8. března 1926 Águilas, Murcia – 29. srpna 2001 Bordeaux), známý také se zdomácnělou formou jména Paco Rabal, byl španělský herec, který si zahrál ve třech filmech španělského režiséra Luise Buñuela – Nazarínovi (1959), Viridianě (1961) a Krásce dne (1967).

## Osobní život a herecká kariéra
Narodil se roku 1936 ve městě Águilas, ležícím v murcijském společenství. Po vypuknutí španělské občanské války se rodina z Murcie přestěhovala do Madridu, kde začal vydělávat jako pouliční prodejce a dělník v továrně na čokoládu. Ve třinácti letech odešel ze školy, aby se živil jako osvětlovač ve filmových studiích Estudios Chamartín.
V následujících letech se snažil nastartovat hereckou kariéru a byl obsazen dp několika cameo rolí. Účinkoval také v divadelních představeních, kde potkal svou manželku, herečku Asunción Balaguerovou, s níž prožil celý další život. Z manželství vzešla dcera, také herečka Teresa Rabalová.
Natáčel také se zahraničními produkcemi ve Francii, Itálii a Mexiku na projektech režisérů, jakými byli Gillo Pontecorvo, Michelangelo Antonioni, Luchino Visconti, Valerio Zurlini, Jacques Rivette a Alberto Lattuada.
Poslední film, ve kterém se objevil byl Dagon. Před titulky je uvedena dedikace ve znění: „Věnováno Francisu Rabalovi, skvělému herci a ještě lepšímu člověku.“
Zemřel v roce 2001 během letu z Filmového festivalu v Montrealu do Bordeaux na komplikace emfyzému.

## Ocenění
V roce 1984 ztvárnil roli ve filmu Los santos inocentes, za kterou obdržel Cenu pro nejlepšího herce na Filmovém festivalu v Cannes. V roce 1989 se stal členem poroty na 39. ročníku Berlínského mezinárodního filmového festivalu. O deset let později si zahrál Francisca Goyu v Saurově snímku Goya en Burdeos. Za tento herecký výkon obdržel Goyovu cenu pro nejlepšího herce.
Byl také oceněn čestným doktorát Murcijské univerzity.

## Herecká filmografie
- 2003 –  Teresa de Jesús (televizní film)
- 2001 –  Dagon
  - Lázaro de Tormes
  -  Las Noches de Constantinopla
  -  ¿Tú que harías por amor?
  - Vzhůru do revoluce!
- 2000 –  Divertimento
  -  El Sueño del caimán
  -  La Verdad si no miento
- 1999 –  Goya en Burdeos
  -  Lorca, Santiago y seis poemas gallegos
  -  Peixe-Lua
  -  Torero
- 1998 –  En dag til i solen
  -  Evangelium zázraků aneb nový Jeruzalém
  -  Krev andělů
  -  La Novia de medianoche
- 1997 –  Airbag
  -  Le Jour et la nuit
  -  Pequeños milagros
  -  Ptáček
- 1996 –  Edipo alcalde
- 1995 –  Así en el cielo como en la tierra
  -  Les Cent et une nuits de Simon Cinéma
  -  Felicidades Tovarich
  - El Palomo cojo
- 1994 –  Una Gloria nacional (seriál)
  -  La Mujer de tu vida 2: La mujer cualquiera (televizní film)
  - Truhanes (televizní film)
- 1993 –  Los Ladrones van a la oficina (seriál)
  -  Lola se va a los puertos, La
- 1992 –  Ni contigo ni sin ti
  -  Sang et poussière (televizní film)
- 1991 –  L' Autre
  -  L' Homme qui a perdu son ombre
  - La Taberna fantástica
- 1990 –  La Blanca Paloma
  -  Manuel, le fils emprunté
  -  Spoutej mě!
- 1989 –  A temnota zahalila zem
  -  Barroco
- 1988 –  El Aire de un crimen
  -  La Collina del diavolo
  -  Gallego
  -  A Time of Destiny
- 1987 –  Divinas palabras
  -  Chobotnice 3 (seriál)
  -  Il mistero del panino assassino
  -  Juncal (seriál)
- 1986 –  Un Complicato intrigo di donne, vicoli e delitti
  -  El Disputado voto del señor Cayo
  -  El Hermano bastardo de Dios
  -  La Storia (televizní film)
  -  Tiempo de silencio
- 1985 –  Escapada final
  -  La Hora bruja
  -  Luces de bohemia
  - Marbella, un golpe de cinco estrellas
  -  Un Marinaio e mezzo (televizní film)
  -  Padre nuestro
  -  Paraísos perdidos
  -  Pasaron los días
  -  La Vieja música
- 1984 –  Un Delitto (televizní film)
  -  Epílogo
  -  Futuro imperfecto
  -  Chobotnice (seriál)
  -  Sal gorda
  -  Los Santos inocentes
  -  Una Tarde
  -  Teresa de Jesús (seriál)
  - Los Zancos
- 1983 –  Los Desastres de la guerra (seriál)
  -  El Tesoro de las cuatro coronas
  -  Truhanes
- 1982 –  La Máscara negra (seriál)
  -  Úl
- 1981 –  Renacer
- 1980 –  Buitres sobre la ciudad
  -  Cervantes (seriál)
  -  Čau, rošťáci!
  -  Fortunata a Jacinta (seriál)
  -  El Gran secreto
  -  Osamělý rozzlobený policista
  -  Speed Driver
  -  Traficantes de pánico
  -  Velký útok zombies
- 1979 –  El Buscón
  -  Il Giorno dei cristalli
  -  Sbirro, la tua legge è lenta… la mia… no!
- 1978 –  Io sono mia
  -  Taková, jaká jsi
- 1977 –  Corleone
  -  Mzda strachu
  -  Pensione paura
- 1976 –  Emilia… parada y fonda
  -  Las Largas vacaciones del 36
  -  Tatarská poušť
- 1975 –  Attenti al buffone
  -  Las Bodas de Blanca
  -  Cacique Bandeira
  -  Faccia di spia
  -  Funerales de arena
  -  Metralleta 'Stein'
  -  La Peccatrice
- 1974 –  Dormir y ligar: todo es empezar
  -  Il Giovane Garibaldi (seriál)
  -  Infamia
  -  No es nada, mamá, sólo un juego
  -  Pianeta Venere
  - Il Sorriso del grande tentatore
  -  Tormento
- 1973 –  Il Consigliori
  -  La Leyenda del alcalde de Zalamea
  -  La Otra imagen
- 1972 –  La Colonna infame
  -  To zvládnem, amigo
  -  Zbojnická válka
- 1971 –  Francisco Goya – Kronika lásky a osamění
  -  La Grande scrofa nera
  -  Las Melancolicas
  -  Nada menos que todo un hombre
  -  N.P. il segreto
  -  Le Soldat Laforet
- 1970 –  Ann och Eve – de erotiska
  -  Después del diluvio
  -  Díaz a pastýř
  -  Laia
- 1969 –  Un Adulterio decente
  -  España otra vez
  -  Orli nad Londýnem
  -  Sangre en el ruedo
  -  Simón Bolívar
  -  Vzbouřenci
- 1968 –  Flash 20
  -  "Che" Guevara
- 1967 –  Cervantes
  -  Cristóbal Colón (seriál)
  -  Čarodějky
  -  Kráska dne
  -  I Lunghi giorni della vendetta
  -  Oscuros sueños eróticos de agosto
- 1966 –  Camino del Rocío
  -  Hoy como ayer
  -  Jeptiška
  -  Poklad Inků
- 1965 –  Currito de la Cruz
  - El Diablo también llora
  -  Intimidad de los parques
  -  María Rosa
  -  Marie-Chantal contre le docteur Kha
- 1964 – L' Autre femme
  - Le Gros coup
  -  Pláč pro banditu
- 1963 – Autopsia de un criminal
  -  La Rimpatriata
- 1962 – Mathias Sandorf
  -  Noche de verano
  -  Setenta veces siete
  -  I Tromboni di Fra Diavolo
  -  Zatmění
- 1961 – El Hombre de la isla
  -  Morte di un bandito
  -  Ruka v pasti
  -  La Se
  - Tiro al piccione
  -  Viridiana
  -  V pět hodin odpoledne
- 1960 – Azahares rojos
  -  Cavalcata selvaggia
  -  Trío de damas
- 1959 – Diez fusiles esperan
  -  Llegaron dos hombres
  -  Nazarín
  -  Sonáty
- 1958 – Los Clarines del miedo
  -  La Noche y el alba
  -  Pomsta
- 1957 – Amanecer en Puerta Oscura
  -  La Gerusalemme liberata
  -  Marisa la civetta
  -  Muž v krátkých kalhotkách
  -  Velká modrá cesta
- 1956 – La Gran mentira
  -  Saranno uomini
- 1955 – El Canto del gallo
  -  Historias de la radio
  -  Prigionieri del male
- 1954 – El Beso de Judas
  -  Murió hace quince años
  -  La Pícara molinera
  -  Todo es posible en Granada
- 1953 – La Guerra de Dios
  -  Hay un camino a la derecha
- 1952 – Luna de sangre
  -  Perseguidos
  -  Sor intrépida
- 1951 – Duda
  -  María Antonia 'La Caramba'
  -  María Morena
- 1950 – La Honradez de la cerradura
- 1948 – Alhucemas
- 1947 – Don Quijote de la Mancha